# Artis Gilmore
Artis Gilmore (ur. 21 września 1949 w Chipley) – amerykański koszykarz grający na pozycji środkowego. Najskuteczniej rzucający z gry zawodnik w historii NBA, członek Koszykarskiej Galerii Sław.
Po zakończeniu kariery został zaliczony do Koszykarskiej Galerii Sław (Naismith Memorial Basketball Hall Of Fame - 2011) oraz składu najlepszych zawodników w historii ligi ABA (ABA's All-Time Team - 1997).

## Osiągnięcia

### NCAA
- Wicemistrz NCAA (1970)
- Uczestnik turnieju NCAA (1970, 1971)
- Wybrany do I składu:
  - All-American (1971)[4]
  - turnieju NCAA (1970)[5]
- 2-krotny lider NCAA w zbiórkach (1970, 1971)[6]

### ABA
- Mistrz ABA (1975)[7]
- Wicemistrz ABA (1973)[8]
- MVP:
  - sezonu regularnego ABA (1972)[9]
  - finałów ABA (1975)[9]
  - meczu gwiazd ABA (1974)[9]
- Uczestnik meczu gwiazd:
  - ABA (1972–1976)
  - NBA vs ABA (1972)[10]
- Zaliczony do:
  - I składu:
    - ABA (1972–1976)[9]
    - defensywnego ABA (1973–1976)
    - debiutantów ABA (1972)[11]

  - składu najlepszych zawodników w historii ligi ABA (ABA's All-Time Team - 1997)[12]
- Debiutant Roku ABA (1972)[9]
- Lider:
  - sezonu regularnego w:
    - zbiórkach (1972-1974, 1976)[13]
    - blokach (1972, 1973)
    - skuteczności rzutów z gry (1972, 1973)[13]

  - play-off w
    - średniej:
      - zbiórek (1974–1976)[14]
      - bloków (1974, 1976)[15]

    - skuteczności rzutów z gry (1976)[16]

- Uczestnik konkursu wsadów ABA (1976)

#### Rekordy ABA
- Lider wszech czasów ABA w:
  - blokach (1431)[17]
  - średniej:
    - zbiórek (17.07)[18]
    - bloków (3,41)[19]
- Rekordzista ABA w:
  - liczbie:
    - bloków:
      - (422) uzyskanych w trakcie pojedynczego sezonu (1971/72)[20]
      - (422) uzyskanych w trakcie pojedynczego sezonu przez debiutanta (1971/72)

    - zbiórek (40) uzyskanych w trakcie pojedynczego spotkania[13]

  - średniej:
    - bloków (5,02) uzyskanych w trakcie pojedynczego sezonu (1971/72)
    - bloków (5,02) uzyskanych w trakcie pojedynczego sezonu przez debiutanta (1971/72)

### NBA
- Uczestnik meczu gwiazd:
  - NBA (1978–1979, 1981–1983, 1986)[21]
  - Legend NBA (1991, 1993)[22]
- Wybrany do II składu defensywnego NBA (1978)[23]
- Lider:
  - sezonu regularnego w skuteczności rzutów z gry (1981–1984)
  - play-off w średniej bloków (1981)[15]
- Najskuteczniej rzucający z gry zawodnik w historii NBA[24]
- 3-krotny zawodnik tygodnia NBA (23.11.1980, 13.12.1981, 30.01.1983)[25]
- Członek Koszykarskiej Galerii Sław (Naismith Memorial Basketball Hall Of Fame - 2011)[2]